# Восточная плодожорка
Восточная плодожорка, или плодожорка восточная персиковая (лат. Grapholita molesta) — вид бабочек-листовёрток из подсемейства подсемейство Olethreutinae. Размах крыльев 11—15 мм. Передние крылья тёмные серо-бурого цвета, с 7 парными беловатыми блестящими штрихами по переднему краю. Вершина крыла окаймлена тонкой чёрной бархатистой линией, зеркальце едва заметно. Задние крылья более светлого окраса, коричнево-серого цвета.
Вредитель плодовых культур, поражающий плоды и молодые побеги различных розоцветных культур. К повреждаемым культурам относятся: персик (предпочитаются), айва, грушa, сливa, а также абрикос, яблоня, мушмула, кизильник.

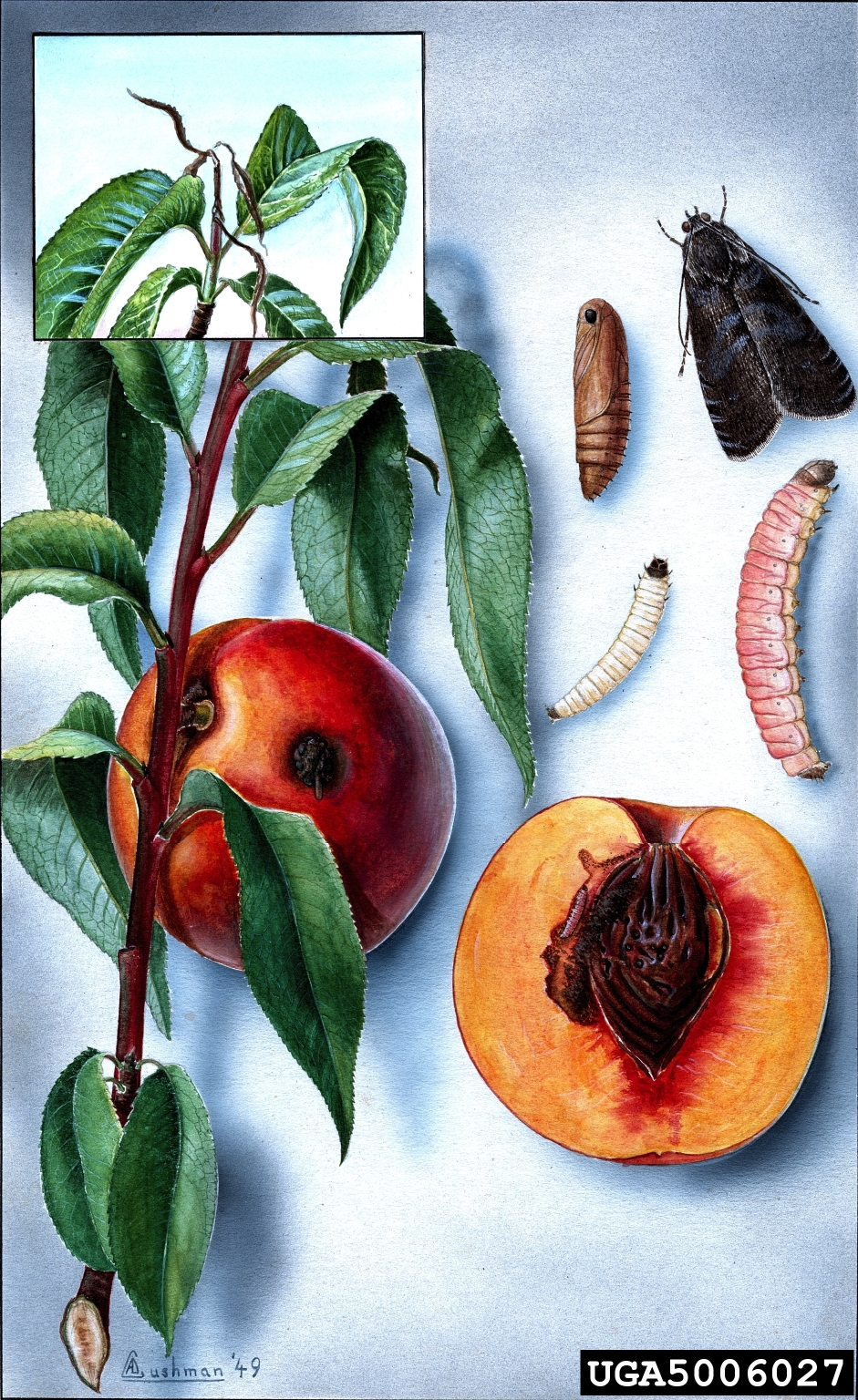
Жизненный цикл

## Жизненный цикл
Имеют от 2—3 поколений в северной части ареала (Канада, Япония) до 5—7 поколений в южной части распространения (Джорджия, США). Весь цикл развитяи занимает в среднем около месяца в тёплое время года. Пронимфы зимуют в коконах, окукливаются весной. Сроки развития: яйца — 3—8 дней, гусеницы — 9—25 дней, куколки — 8—20 дней.
В Западной Австралии взрослые особи весеннего поколения появляются из коконов в любое время с августа по начало ноября. Наблюдения в восточной Австралии показывают, что взрослые особи весеннего поколения начинают откладывать яйца в теплые дни, но из-за больших суточных перепадов температуры весной яйца могут не вылупиться в течение двух-трех недель после появления первых взрослых особей. Прозрачно-белые яйца в форме чешуек откладываются на нижней стороне листьев, стеблях или гладкой кожице плодов. Эти яйца круглые или слегка овальные, их диаметр составляет около 0,7 мм. В зависимости от температуры развитие личинок длится от 6 до 22 дней. Летние коконы, покрывающие полностью развитые личинки и куколки, можно найти на плодах, в пазухах веток, под кусочками коры и на земле под рыхлыми обломками. Восточная плодожорка может иметь более одного поколения в год. Количество поколений зависит в первую очередь от температуры.

## Систематика
Вид был впервые описан в 1916 году датским и американским энтомологом Буском (1870—1944) под названием Laspeyresia molesta Busck, 1916 по типовым материалам из США. В дальнейшем был включён в состав рода Grapholita Treitschke, 1829. Советские энтомологи Данилевский и Кузнецов (1968) отнесли таксон к секции Grapholita (Aspila) section molesta из одноимённой видовой группы подрода Aspila. В 2023 году, основываясь на комментариях предыдущих исследователей, ставящих под сомнение монофилетичность рода Grapholita (включающему более 100 видов), энтомологи Hu et al. (2023) представили дополнительные (молекулярные) доказательства, свидетельствующие о том, что род не является монофилетическим. Их результаты выявили три отдельных клады, которые они признали на уровне рода: Grapholita (sensu stricto), Ephippiphora Duponchel, 1834 и Aspila Stephens, 1834, последний из которых ранее был подродом или синонимом Grapholita и который был ими поднят до уровня рода в соответствии с Hu et al. (2023). В итоге в приложении к статье Appendix S4 таксон рассматривается под названием Aspila molesta (Busck, 1916).

## Ареал
В XX веке вид широко распространился по земному шару из первичного небольшого восточноазиатского ареала. Завезён в Австралию, в США (округ Колумбия), откуда заселил Северную Америку от Канады до Мексики. Завезён в Италию, откуда вид распространился по территории Южной, а затем и Средней Европы, включая Францию, юг Германии и Румынии. Найден в Испании.
Современный ареал также включает Ближний Восток, Южную Америку, Австралию, Новую Зеландию, Северную и Южную Африку.